# Kenneth Choi
Pour les articles homonymes, voir Choi.
Kenneth Choi, né le 20 octobre 1971 à Chicago (Illinois), est un acteur américain.
Il est connu pour son rôle de Howie « Chimney » Han dans la série télévisée américaine 9-1-1 (2018-).

## Biographie
Originaire des banlieues de Chicago et ex-élève de la Homewood-Flossmoor High School, il rêve, dès son plus jeune âge, de devenir acteur. Il commence ses études à l'université Purdue, mais contre les vœux de sa famille, il la quitte pour réaliser son rêve. Il part cinq ans pour étudier à Los Angeles.

### Carrière
Il fait ses premières apparitions à la télévision, comme figurant dans six séries télévisées telles que À la Maison-Blanche et Roswell. Dans les années qui suivirent, Kenneth Choi devient de plus en plus célèbre, notamment pour ses rôles dans Un gars du Queens, Reba et According to Jim. Ce sont Dr House et 24 heures chrono qui vont lui permettre de se faire connaître du grand public.
En octobre 2017, il rejoint le casting principal de la série télévisée 9-1-1 créée par Ryan Murphy et Brad Falchuk dans le rôle de Howie Han. La série est diffusée depuis le 3 janvier 2018 sur la Fox,.

## Filmographie

### Cinéma
- 1998 : Les Sorcières d'Halloween (Halloweentown) (téléfilm) : créature
- 2000 : Deep Core (en) de Rodney McDonald : Wayne Lung
- 2001 : Beyond the Pale de Paul Warner : Douglas
- 2002 : Woman on Fire de Zia Mojabi : concierge
- 2003 : Timecop 2 : La décision de Berlin de Steve Boyum : Professeur Josh Chan
- 2004 : Le Terminal de Steven Spielberg : agent du CBP
- 2005 : The Road to Canyon Lake DE Brandon Kleyla : Pong
- 2006 : En territoire ennemi 2 (Behind Enemy Lines: Axis of Evil) de James Dodson : Ambassadeur Li Sung Park
- 2006 : Undoing (en) de Chris Chan Lee : Danny
- 2006 : The Heart Specialist (en) de Dennis Cooper : Mitchell Kwan
- 2006 : L'honneur des guerriers de Lane Nishikawa : Dave Fukushima
- 2007 : Bad Times de David Ayer : Fujimoto
- 2007 : Walk the Talk de Matthew Allen : Dave
- 2007 : Rogue : L'Ultime Affrontement de Philip G. Atwell : Takada
- 2007 : Koreatown de Michael Kallio : Sil le trafiquant de drogue bien habillé
- 2008 : Au bout de la nuit (Street Kings) de David Ayer : Boss Kim
- 2008 : Baby de Juwan Chung : Mike
- 2011 : Captain America: First Avenger de Joe Johnston : Jim Morita
- 2012 : L'Aube rouge de Dan Bradley (en) : Smith
- 2012 : Dr0ne (Série télévisée) : Jay
- 2013 : Le Loup de Wall Street (The Wolf of Wall Street) de Martin Scorsese : Chester Ming
- 2014 : Five Thirteen de  Kader Ayd : Hacker
- 2016 : Suicide Squad de David Ayer : Chef Yakuza
- 2017 : Spider-Man: Homecoming de Jon Watts : Le principal Morita
- 2018 : Gringo de Nash Edgerton : Marty
- 2018 : Hotel Artemis de Drew Pearce : Buke
- 2025 : Mercy de Timur Bekmambetov

### Télévision
- 1999 : Le Flic de Shanghaï : Todd (1 épisode)
- 2000 : 
  - À la Maison-Blanche : agent #1 des services secrets (1 épisode)
  - Les Associées : Douglas Ho (1 épisode)
  - Arli$$ : Tommy Takega (1 épisode)
  - V.I.P. : Desmond Kusari (1 épisode)
  - Roswell : Ken (1 épisode)
- 2001 : 
  - Division d'élite : Louis Tang (1 épisode)
  - Les Frères Garcia (en) (The Brothers García) : Alec Lind (1 épisode)
  - Kristin : Smoove (1 épisode)
  - Temps mort : Syd le Junkie (1 épisode)
- 2002 : 
  - Reba : Agent Aoki (1 épisode)
  - Un gars du Queens : Todd Ling (1 épisode)
- 2003 : 
  - Hôpital San Francisco : Dennis (2 épisodes)
  - Preuve à l'appui : Garma (1 épisode)
  - Becker : Nam (1 épisode)
- 2003 – 2004 : Badge 714 : C.I. Burrell (2 épisodes)
- 2004 : According to Jim : technicien de laboratoire (1 épisode)
- 2004 – 2005 : Dr House : Docteur Lim (2 épisodes)
- 2005 : Las Vegas : Duncan Sabusawa (1 épisode)
- 2006 : Les Experts : Jason Tua (1 épisode)
- 2007 : 
  - Shark : Kirk Bagley (1 épisode)
  - Retour à Lincoln Heights : Anthony Moon (1 épisode)
  - 24 Heures chrono : agent de Cheng (4 épisodes)
- 2008 : Samurai Girl : Sato (mini-séries TV)
- 2008 – 2009 : Crash : Mikey Han (3 épisodes)
- 2008 – 2010 : Sons of Anarchy : Henry Lin (9 épisodes)
- 2009 : 
  - FBI : Portés disparus : Agent Philip Shen (1 épisode)
  - Heroes : Sam Douglas (1 épisode)
  - Glee : Docteur Wu (2 épisodes)
- 2010 : Hawthorne : Infirmière en chef : Paul Hyun (3 épisodes)
- 2012 : Le père Noël est tombé sur la tête : Jack / R.P. McMurphy
- 2013 : Ironside : Capitaine Ed Rollins (en cours)
- 2014 : 
  - Allégiance :Sam Luttrell
  - Marvel : Les Agents du SHIELD : Jim Morita
- 2016 : 
  - American Crime Story : Lance Ito
  - The Last Man on Earth : Lewis
- depuis 2018 : 9-1-1 : Howie Han (rôle principal)

## Doublage
- 2004 : Grand Theft Auto: San Andreas : gangster
- 2011 : Captain America : Super Soldat : Jim Morita